# 봉정역
봉정역(Bongjeong station, 鳳亭驛)은 경상북도 영천시 금호읍 관정리에 있었던 대구선의 철도역이다.

## 개요
1967년에 영업을 개시하여 여객을 수송했으나, 이용률이 매우 저조하여 2007년 6월 1일 영업을 중단하였다. 2017년 9월부터 대구선 선로가 이설되어 열차가 다니지 않게 되었으며, 2021년 6월 17일 공식적으로 폐역되었다. 선로가 이설되면서 영천역과 봉정역 사이에 있는 거여금호강철교도 역사 속으로 사라지게 되었다.

## 역사
- 1960년 12월 23일: 무배치간이역으로 영업 개시[1]
- 1967년 9월 1일: 을종승차권 대매소로 지정[2]
- 1977년 3월 1일: 역사 신축 및 보통역으로 승격[3]
- 1994년 1월 20일: 배치간이역으로 격하[4]
- 2004년 12월 10일: 무배치간이역으로 격하[5]
- 2007년 6월 1일: 여객취급 중단
- 2017년 9월 8일: 하양 ~ 영천 구간 운행선 변경, 모든 업무 중지
- 2021년 6월 17일: 폐역

## 역사주변
- 관정교회
- 거여철교
- 거여초등학교
- 금호농협 거여지점
- 냉천새마을금고 거여지점